# حارة المحروقات (صنعاء)

تعديل مصدري - تعديل

حارة المحروقات هي إحدى حارات حي الوحدة بمديرية الوحدة إحد مديريات العاصمة اليمنية صنعاء، بلغ تعداد سكانها 440 نسمة حسب تعداد اليمن لعام 2004.